# Lofsöngur

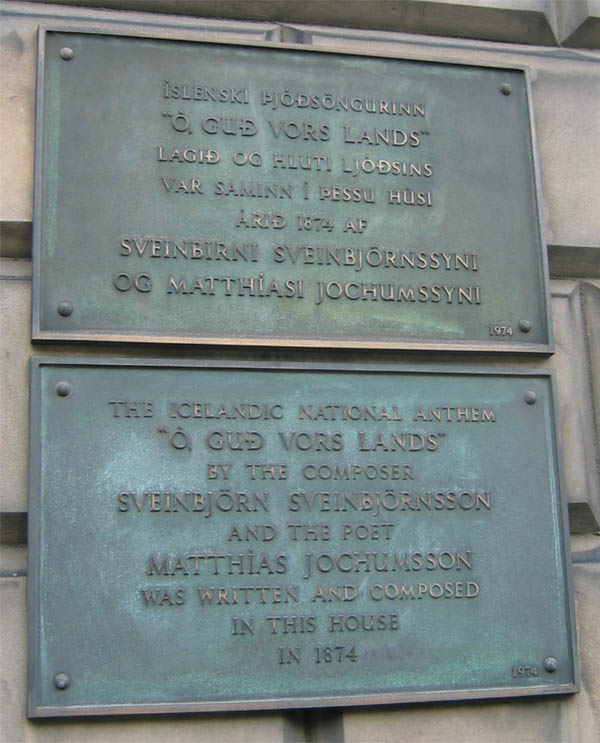
Plakkaat in Edinburgh met een deel van het Lofsöngur.

Lofsöngur (IJslands: þjóðsöngur, lofzang) is sinds 1944 het volkslied van IJsland. De tekst is van Matthías Jochumsson en de componist is Sveinbjörn Sveinbjörnsson (1847-1926). Het lied werd geschreven in 1874 om te vieren dat duizend jaar eerder de Viking Ingólfur Arnarson zich vestigde op de plek waar nu de stad Reykjavik ligt en dat een liberale grondwet werd ingesteld door de Deense Kroon.
Het volkslied bestaat uit drie coupletten. Meestal wordt alleen het eerste couplet gezongen.

## Lofsöngur
| Originele tekst |  | Nederlandse vertaling |
| Ó, guð vors lands! Ó, lands vors guð! Vér lofum þitt heilaga, heilaga nafn! Úr sólkerfum himnanna hnýta þér krans þínir herskarar, tímanna safn. Fyrir þér er einn dagur sem þúsund ár og þúsund ár dagur, ei meir: eitt eilífðar smáblóm með titrandi tár, sem tilbiður guð sinn og deyr. Íslands þúsund ár, Íslands þúsund ár, eitt eilífðar smáblóm með titrandi tár, sem tilbiður guð sinn og deyr.    |  | O god van ons land! O van ons land de god! We vereren uw heilige, heilige naam! uit planetenstelsels vlechten uw legioenen u een krans in alle eeuwigheid (eigenlijk: de verzameling van alle tijd) Voor u is een dag als duizend jaar en duizend jaar als een dag, meer niet: een eeuwige bloem met trillende tranen dat zijn god vereert en dan sterft. IJslands duizend jaar een eeuwige bloem met trillende tranen dat zijn god vereert en dan sterft. |
| |  | |
| Ó, guð, ó, guð! Vér föllum fram og fórnum þér brennandi, brennandi sál, guð faðir, vor drottinn frá kyni til kyns, og vér kvökum vort helgasta mál. Vér kvökum og þökkum í þúsund ár, því þú ert vort einasta skjól. Vér kvökum og þökkum með titrandi tár, því þú tilbjóst vort forlagahjól. Íslands þúsund ár voru morgunsins húmköldu, hrynjandi tár, sem hitna við skínandi sól.                       |  | |
| |  | |
| Ó, guð vors lands! Ó, lands vors guð! Vér lifum sem blaktandi, blaktandi strá. Vér deyjum, ef þú ert ei ljós það og líf, sem að lyftir oss duftinu frá. Ó, vert þú hvern morgun vort ljúfasta líf, vor leiðtogi í daganna þraut og á kvöldin vor himneska hvíld og vor hlíf og vor hertogi á þjóðlífsins braut. Íslands þúsund ár verði gróandi þjóðlíf með þverrandi tár, sem þroskast á guðsríkis braut. |  | |